# حمزه نگا
حمزه نگا (انگلیسی: Hamza Nagga؛ زادهٔ ۲۹ مهٔ ۱۹۹۰) بازیکن والیبال اهل تونس عضو تیم ملی والیبال تونس و باشگاه العین است.
مدال نقره بازی های مدیترانه ای و نقره قهرمانی آفریفا از دست آورد های حمزه با تونس است.